# Gulfenad grouper
Gulfenad grouper ('Hyporthodus flavolimbatus) är en art i familjen havsabborrfiskar som finns i västra Atlanten. 

## Utseende
En kraftigt byggd, långsträckt fisk med stora, klargula ögon, gulbrun till gråbrun kropp med vitaktig undersida. Kanterna på åtminstone rygg- och bröstfenorna, ibland även anal- och stjärtfenorna är gula; denna markering kan dock vara svag eller obefintlig på stora, vuxna exemplar. Längs huvudets sidor löper en ljusblå linje genom ögat; även denna markering kan vara svår att se på vuxna fiskar. Ungfiskarna har pärlfärgade fläckar i 4 rader och 7 kolumner, vit stjärtfena och svarta buk- och analfenor. Ryggfenan är uppdelad i en hård, främre del med 11 taggstrålar där den 3:e eller 4:e är längst, och en mjukare, bakre del med 13 till 15 mjukstrålar. Analfenan består av 3 taggstrålar och 9 mjukstålar, medan bröstfenorna har 17 eller 18 mjukstrålar. Stjärtfenans bakkant är konvex hos mindre fiskar, medan större fiskar har tvärt avhuggen eller svagt urgrupen bakkant. Gränsen går vid en längd av ungefär 30 cm. Arten blir sällan mycket längre än 50 cm, men som mest kan den bli 115 cm lång och väga 18,6 kg.

## Vanor
Den gulfenade groupern är en ensamlevande art som lever bland klippor och på sand- eller dybotten vid djup mellan 100 och 300 m (den kan dock gå djupare; en observation från 390 m har gjorts). Ungfiskarna uppehåller sig vanligen på grundare vatten mellan 35 och 125 m. På mjuka bottnar gräver fisken ofta stora fördjupningar (upp till 3 gånger 8 m). Däremot är den inte lika bunden till rev som de flesta andra groupers. Födan består av flera olika ryggradslösa djur (främst krabbor) samt fisk. Arten kan bli åtminstone 35 år gammal; nyligen (2007) har undersökningar med hjälp av C14-metoden troliggjort att den kan uppnå en högsta ålder uppemot 85 år.

### Fortplantning
Arten är hermafrodit med könsväxling, som börjar sitt liv som hona. Denna blir könsmogen vid en längd mellan 52 och 60 cm, medan vid en längd av 81 cm 50% av honorna har bytt kön. I Sydatlanten varar lektiden mellan april och oktober. Litet är känt om ungarnas utveckling den första tiden.

## Betydelse för människan
Den gulfenade groupern anses som en god matfisk och är föremål för ett betydande kommersiellt fiske, främst med långrev och bottentrål. Fångsten säljs vanligtvis färsk.

## Status
Arten är klassificerad som sårbar ("VU", underklassificering "A2d+3d") av IUCN, och populationen minskar. Främsta orsaken är överfiskning; habitatförstöring orsakad av bottenfiskehjälpmedel spelar också en roll.

## Utbredning
Utbredningsområdet omfattar västra Atlanten mellan North Carolina i USA över Mexikanska golfen till Franska Guyana, samt från centrala Brasilien till Uruguay. Det är även möjligt med förekomster mellan de två huvudutbredningsområdena.